# Johan Schot
Johannes Willem "Johan" Schot (geboren op 4 februari 1961) is een Nederlands historicus werkzaam in het veld van wetenschaps- en technologiebeleid. Als wetenschapshistoricus en expert op gebied van duurzaamheidstransities is Johan Schot hoogleraar Global Comparative History van de Centre for Global Challenges, Universiteit Utrecht. Hij is academisch directeur van Transformative Innovation Policy Consortium (TIPC) en voormalig directeur van de Science Policy Research Unit (SPRU) aan de Universiteit van Sussex. In 2009 werd hij benoemd tot lid van de Koninklijke Nederlandse Akademie van Wetenschappen (KNAW). Tevens is hij de hoofdonderzoeker van het Deep Transitions Lab. 

## Biografie
Na zijn studie aan de Erasmus Universiteit in Rotterdam werd Schot in 1985 consultant op het gebied van technologie en beleid van de Nederlandse Organisatie voor toegepast-natuurwetenschappelijk onderzoek (TNO). In 1991 promoveerde hij aan de Universiteit Twente met zijn proefschrift 'Societal Shaping of Technical Change: Constructive Technology Assessment as a form of Luddism'. Hier bleef hij achtereenvolgens werkzaam als universitair docent en universitair hoofddocent tot 1999. Hij werd in 1998 benoemd tot deeltijdhoogleraar Maatschappijgeschiedenis van de Techniek aan de Technische Universiteit Eindhoven en in Twente in 1999. In 2002 kende de Nederlandse Organisatie voor Wetenschappelijk Onderzoek Schot een VICI beurs (voorheen Vernieuwingsimpuls) toe om zijn eigen onderzoeksprogramma op te zetten. In 2003 werd hij benoemd tot hoogleraar Geschiedenis van de Techniek/Transitions Studies aan de Technische Universiteit Eindhoven. Van september 2010 tot juli 2011 werkte hij als fellow binnen het Netherlands Institute for Advanced Studies in the Humanities and Social Sciences in Wassenaar, waar hij een zesdelige boekenserie schreef en redigeerde. De boekenserie Making Europe: Technology and Transformation 1850-2000 werd gepubliceerd door Palgrave Macmillan in 2013. In januari 2014 werd Johan Schot aangesteld als directeur van de Science Policy Research Unit aan de Universiteit van Sussex. Een jaar later won hij de 2015 Leonardo da Vinci Medal van de Society for the History of Technology voor zijn grote bijdrage aan de geschiedenis van de technologie. In januari 2019 keerde Schot terug naar Nederland om in zijn nieuwe functie te starten als hoogleraar Global Comparative History van de Centre for Global Challenges aan Universiteit Utrecht. Sinds oktober 2023 is hij de hoofdonderzoeker van het Deep Transitions Lab.  

## Onderzoeksveld
Professor Schots recente onderzoek richt zich op de conceptualisatie en historische interpretatie van Deep Transitions, ook wel diepe transities. Dergelijke transities verwijzen naar de veranderingsprocessen die de economie en maatschappij op de lange termijn transformeren. De eerste diepe transitie startte in 1750 en resulteerde in de verzorgingsstaat. De tweede diepe transitie startte ergens in de jaren 1970 en transformeert het kapitalistische systeem en moderniteit zoals we het vandaag de dag kennen. Schots doel is om een nieuwe versie van het Multi-level Perspective (MLP) of Sustainability Transitions te ontwikkelen, die de aard en dynamieken van diepe transities in kaart kan brengen. Hiervoor bouwt hij op de inzichten van Christopher Freeman en Carlota Perez. Professor Schot zal deze nieuwe theorie tevens gebruiken om inzichten te genereren voor de governance van nieuwe transitiepaden.
In november 2022 initieerde Schot een samenwerking tussen historici, experts op het gebied van duurzaamheidstransities, futuristen en een cohort van 16 publieke en privé-investeerders van over de hele wereld. De groep publiceerde een Transformative Investment Filosofie waarin nieuwe principes, tools en beoordelingsmaatstaven worden voorgesteld voor de verwezenlijking van langetermijn systeemverandering en een diepe transitie naar duurzaamheid. Na de publicatie werd het Deep Transitions Lab in oktober 2023 geopend. Met behulp van de Transformative Investment Filosofie wil het lab een niche in de financiële sector creëren en bijdragen aan de opschaling ervan. Het lab helpt organisaties af te stappen van een case-by-case focus die de voorkeur geeft aan systeemoptimalisatie en in plaats daarvan investeringen te richten op de grondoorzaken van onhoudbare praktijken die sociale ongelijkheid vergroten.
In dit onderzoek bouwt Professor Schot voort op zijn vermogen om inzichten te verwerven uit de geschiedenis van technologie, evolutionaire economie en wetenschaps- en technologiestudies. In het verleden heeft hij een belangrijke rol gespeeld in het ontwikkelen en uitbreiden van de niche theorie van radicale verandering tot de invloedrijke MLP op het gebied van duurzaamheidstransities, waarbij hij samenwerkte met Arie Rip, Frank Geels en anderen.
Hij speelde ook een essentiële rol in het opzetten van een nieuw kader voor onderzoek en beleid rondom duurzame technologieën, genaamd Strategic Niche Management. Dit bouwde voort op zijn eerdere invloedrijke werk aan het Constructive Technology Assessment kader. Daarnaast heeft professor Schot een belangrijke rol gespeeld in het ontwikkelen van een reeks nieuwe concepten voor de contextuele geschiedenis van technologie, zoals mediation junction, innovation junction, technocratisch internationalisme, en Europa’s verborgen integratie en fragmentatie.
Johan Schots werk heeft veel baat gehad bij creatieve samenwerkingen buiten de grenzen en buiten zijn eigen discipline, wat heeft gezorgd voor innovatieve nieuwe onderzoeksagenda's. Hij heeft grootschalige samenwerkingen gecreëerd, waarin ruim 100 wetenschappers en mensen uit het bedrijfsleven, de overheid en maatschappelijke groepen productief samenwerken. Initiatieven als het Greening of Industry Network en het invloedrijke Nederlandse Kennisnetwerk voor Systeeminnovaties en Transities hebben de ontwikkeling van innovatieve inzichten en transformatieve praktijken mogelijk gemaakt. De Tensions of Europe samenwerking van rond de 300 wetenschappers resulteerde in het dynamische digitale geschiedenisproject 'Inventing Europe', uitgevoerd in samenwerking met tien culturele erfgoedinstellingen en musea. Deze transnationale samenwerking leidde tevens tot een unieke boekenreeks, genaamd 'Making Europe', die nieuwe interpretaties van de Europese geschiedenis biedt door de lens van technologie.

## Boeken

### Making Europe
De boekenreeks Making Europe, geredigeerd door Johan Schot en Philip Scranton van de Rutgers-universiteit (VS), onderzoekt de vraag  ‘Wie heeft Europa gebouwd?’ door de mensen, ideeën, goederen en technologieën in kaart te brengen die zich tussen landen en continenten verspreiden. Het is het resultaat van een gezamenlijke inspanning van een internationaal team van auteurs en onderzoekers, en werd geïnitieerd in 1999 door onderzoekers van de Technische Universiteit Eindhoven en de Nederlandse Stichting Historie der Techniek. Vijftien jaar later wordt het initiatief ondersteund door een internationale groep van gerenommeerde universiteiten, onderzoeksinstituten, musea voor wetenschap en technologie, bedrijven en industrieën, en publieke organisaties.
In 2014 werd de serie bekroond met de prestigieuze Freeman Award door de European Association for the Study of Science and Technology (EASST). De Freeman Award wordt uitgereikt ter erkenning van een publicatie die een significante collectieve bijdrage weerspiegelt aan de interactie van wetenschaps- en technologiestudies met de studie van innovatie. De prijs wordt door EASST toegekend ter ere van Chris Freeman, oprichter van SPRU.
Technology and the Making of the Netherlands
Dit boek, dat bevindingen samenvat die oorspronkelijk werden gepresenteerd in een serie van zeven delen, gebruikt het idee van betwiste modernisering als een overkoepelend concept om de Nederlandse technologische geschiedenis te begrijpen. De moderniseerders van de Nederlandse samenleving—waaronder ingenieurs, managementconsultanten, architecten en anderen—waren het niet altijd eens over hoe te moderniseren. Bovendien zorgde de weerbarstigheid van specifieke praktijken er vaak voor dat de uitvoering ontspoorde of werd geheroriënteerd.
Spanningen tussen top-down en bottom-up modernisering, en tussen schaalvergroting en flexibelere regelingen voor wederzijdse coördinatie en samenwerking, vormden de Nederlandse geschiedenis. De hoofdstukken onderzoeken onderwerpen als pogingen om een industriële natie te creëren, nieuwe infrastructuren, de komst van massaproductie en de opkomst van de consumptiemaatschappij, en ruimtelijke ordening in een laaggelegen land.

### Transformative Investment
In november 2022 initieerde Schot een samenwerking tussen historici, experts op het gebied van duurzaamheidstransities, futuristen en een cohort van 16 publieke en privé-investeerders van over de hele wereld. De groep publiceerde een Transformative Investment Filosofie waarin nieuwe principes, tools en beoordelingsmaatstaven worden voorgesteld voor de verwezenlijking van langetermijn systeemverandering en een diepe transitie naar duurzaamheid. Met behulp van de inzichten van het Deep Transitions-kader streeft Transformative Investment ernaar om systeemverandering mogelijk te maken en te versnellen.

## Geselecteerde publicaties

### Deep Transitions
- Phil Johnstone and Johan Schot, 'Shocks, institutional change, and sustainability transitions' (2023), volume 120, issue 47.
- Caetano C. R. Penna, Johan Schot and W. Edward Steinmueller, 'Transformative investment: New rules for investing in sustainability transitions' (2023), Environmental Innovation and Societal Transitions, volume 49.
- Johan Schot and W. Edward Steinmueller, 'Three frames for innovation policy: R&D, systems of innovation and transformative change' (2018), Research Policy, volume 47, issue 9, pages 1554-1567.
- Johan Schot and Laur Kanger, 'Emergence, acceleration, stabilization and directionality' (2018), Research Policy, Volume 47, Issue 6, Pages 1045-1059.

### Niches
- Johan Schot and Frank Geels, 'Niches in Evolutionary Theories of Technical Change', Journal of Evolutionary Economics (2007), 17 (5), 605–622.
- Johan Schot, 'The Usefulness of Evolutionary Models for Explaining Innovation. The Case of the Netherlands in the Nineteenth Century', History and Technology (1998), 14, 173–200.

### Strategic Niche Management
- Johan Schot and Frank Geels, 'Strategic Niche Management and Sustainable Innovation Journeys: Theory, Findings, Research agenda, and Policy', Technology Analysis & Strategic Management (2008), 20 (5), 537–554.
- René Kemp, Johan Schot and Remco Hoogma, 'Regime Shifts to Sustainability Through Processes of Niche Formation. The Approach of Strategic Niche Management', Technology Analysis & Strategic Management (1998), 10 (2), 175–195.

### Multi-level Perspectives
- Johan Schot and Frank Geels, 'Typology of Sociotechnical Transition Pathways', Research Policy (2007), 36 (3), 399–417.
- Hugo van Driel and Johan Schot, 'Radical Innovation as a Multilevel Process: Introducing Floating Grain Elevators in the Port of Rotterdam', Technology and Culture (2005), 46 (1), 51–77.

### Constructive Technology Assessment
- Johan Schot, 'Towards New Forms of Participatory Technology Development', Technology Analysis & Strategic Management (2001), 13 (1), 39–52.
- Johan Schot and Arie Rip, 'The Past and Future of Constructive Technology Assessment', Technological Forecasting and Social Change, (1997), 54 (2-3), 251–268.
- Arie Rip, Thomas J. Misa, and Johan Schot, Managing Technology in Society: The Approach of Constructive Technology Assessment. London: Pinter, 1995.

### Mediation Junction
- Gijs Mom, Peter Staal and Johan Schot, 'Civilizing Motorized Adventure, Touring and Automobile Clubs as Intermediaries in the Emergence of the Automobile in The Netherlands', in: Ruth Oldenziel, Adri Albert de la Bruhèze and Onno de Wit (eds.), Manufacturing Technology/Manufacturing Consumers (Amsterdam: Aksant 2009), 139-158 (book chapter).
- Johan Schot and Adri Albert de la Bruhèze, 'The Mediated Design of Products, Consumption and Consumers in the Twentieth Century', in: Nelly Oudshoorn and Trevor Pinch (eds.), How Users Matter: The Co-Construction of Users and Technology (Cambridge: MIT Press 2003), 229-246 (book chapter).

### Innovation Junction
- O. de Wit, J. van den Ende, J. Schot and E. van Oost, 'Innovation Junctions: Office Technologies in the Netherlands, 1880-1980', Technology and Culture (2002), 43 (1), 50–72.

### Technocratic Internationalism
- Johan Schot and Frank Schipper, 'Experts and European Transport Integration 1945-1958', Journal of European Public Policy (2011), 18 (2), 274–293.
- Johan Schot and Vincent Lagendijk, 'Technocratic Internationalism in the Interwar Years: Building Europe on Motorways and Electricity Networks', Journal of Modern European History (2008), 6 (2), 196–216.

### Hidden Integration
- Thomas J. Misa and Johan W. Schot, 'Inventing Europe: Technology and the Hidden Integration of Europe', History and Technology (2005), 21 (1), 1-20. DOI

## Prijzen
- Gekozen tot docent van het Honoursprogramma aan de Technische Universiteit Eindhoven
- VICI Award (voorheen Vernieuwingsimpuls), nationale competitie voor senior onderzoekers, Nederlandse Organisatie voor Wetenschappelijk Onderzoek
- Prof. Dr. Ir. R.J. Forbes Prijs (1987)
- Senior Research Edelstein Fellowship of the Sidney Edelstein Foundation (1993)
- Vernieuwingsimpuls beurs VICI voor senior onderzoekers, toegekend door de Nederlandse Organisatie voor Wetenschappelijk Onderzoek (NWO) (2002)[1]
- Fernand Braudel Fellowship (2007)
- Freeman Award (2014)
- Leonardo da Vinci Medal (2015)
- Eredoctoraat Universidade Nova de Lisboa (2017)